# Allonnes (Maine-et-Loire)
Allonnes ist eine französische Gemeinde mit 2.925 Einwohnern (Stand: 1. Januar 2022) im Département Maine-et-Loire in der Region Pays de la Loire. Allonnes gehört zum Arrondissement Saumur und zum Kanton Longué-Jumelles. Die Einwohner werden Allonnais genannt.

## Geographie
Allonnes liegt im Weinbaugebiet Anjou. Durch die Gemeinde, die in der Baugeois liegt, fließt der Authion und sein Zufluss Automne. Umgeben wird Allonnes von den Nachbargemeinden La Breille-les-Pins im Norden und Nordosten, Brain-sur-Allonnes im Osten, Varennes-sur-Loire im Südosten, Villebernier im Süden und Südwesten, Saumur im Südwesten, Vivy im Westen sowie Neuillé im Nordwesten.
Durch die Gemeinde führt die Autoroute A85.

## Geschichte
Im  10. Jahrhundert wurde von den Mönchen der Abtei Saint-Florent ein Priorat begründet, das den Namen Aloman trug.
1842 wurde der Ort Russé eingemeindet.

## Bevölkerungsentwicklung
| 1962 | 1968 | 1975 | 1982 | 1990 | 1999 | 2006 | 2011 | 2018 |
| ---- | ---- | ---- | ---- | ---- | ---- | ---- | ---- | ---- |
| 2185 | 2253 | 2302 | 2490 | 2498 | 2558 | 2838 | 2984 | 3003 |

## Sehenswürdigkeiten

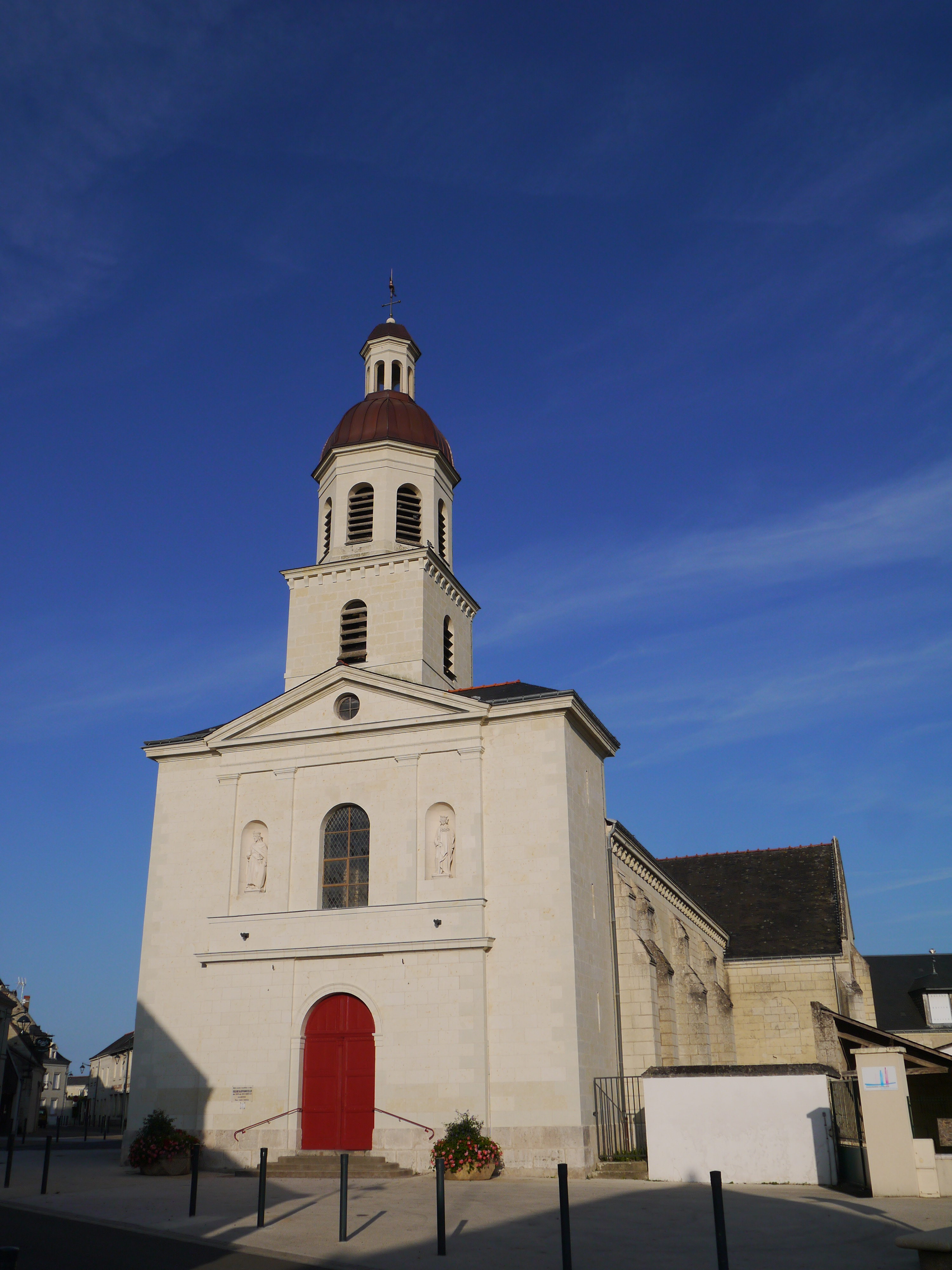
Kirche Saint-Doucelin

Siehe auch: Liste der Monuments historiques in Allonnes (Maine-et-Loire)
- Kirche Saint-Doucelin
- Kapelle Notre-Dame in Russé
- Schloss Bellay
- Park Maupassant

## Weinbau
Die Reben in Allonnes gehören zum Weinbaugebiet Anjou.